# Dorothea Lange
Dorothea Lange (26. svibnja 1895. – 11. listopada, 1965.) je bila utjecajna američka dokumentaristička i novinarska fotografkinja, najpoznatija po svojim fotografijama Velike ekonomske krize. Njene fotografije su pokazale ljudsku stranu i tragične posljedice ekonomske krize i duboko utjecale na razvoj dokumentarističke fotografije. 

## Biografija
Dorothea Lange je rođena 1895. godine, u Hobokenu, u saveznoj državi New Jersey.  Sa sedam godina, oboljela je od dječje paralize.  Oporavila se, donekle, i vjerovala da je na njen karakter upravo njen invaliditet imao najznačajnijeg utjecaja.
O fotografiji je učila u New Yorku i po diplomiranju sa sveučilišta Columbia, karijeru nezavisnog portretnog fotografa započela u San Franciscu. Studijski rad, međutim, nije joj bio dovoljno privlačan i izazovan i ubrzo svoju inspiraciju nalazi u dokumentiranju života indijanskih plemena, na Velikim ravnicama. Kad je Ameriku pogodila gospodarska kriza, a onda i katastrofalna suša, i kad se, iz ruralnih područja Srednjeg Zapada, u Kaliforniju počela slijevati rijeka farmera i radnika, Lange je odlučila dokumentirati životne i radne uvjete tih migranata.  U tome joj je pomogao i njen suprug, ekonomist rada, Paul Schuster Taylor, i njihova zbirka fotografija i eseja otvorila je nove mogućnosti razvijanja društvene svijesti.
Savezna je vlada dala Dorothei Lange u zadaću da, nakon japanskog napda na Pearl Harbour, dokumentira prisilnu evakuaciju japansko-američkih zajednica, prvo u logor Manzanar, u Kaliforniji, a onda i u druge. Problemi rasnih pitanja i pitanja građanskih prava, koja je taj čin potaknuo, i činjenica da se ona morala s njima svakodnevno nositi, doveli su Dorotheu Lange u neslaganje s njenim poslodavcem, saveznom vladom, koja je i sama bila u protuslovlju zbog postojanja tih logora. Te će fotografije dobiti zasluženo priznanje tek 1972. godine, kad je serija njih bila izložena u njujorškom muzeju Whitney, a kritičar New York Timesa napisao: Ti su dokumenti od najviše vrijednosti, jer prenose osjećaje žrtava isto toliko koliko i činjenice zločina. Osam stotina fotografija Dorotheje Lange, iz tog razdoblja, danas se nalazi u Nacionalnim arhivima.
“Fotograf naroda,” kako je mnogi zovu, Dorothea Lange je bila jedan od utemeljitelja cijenjenog časopisa za fotografiju – Aperture, 1952. godine. Desetak godina radila je i foto-eseje za časopis Life.  Zadnja dva desetljeća njenog života mučilo ju je slabo zdravlje, patila je od post-polio sindroma iako vraćanje boli i slabosti zbog poliomelitisa, u kasnijim godinama života, nije bilo poznato tadašnjim liječnicima.  Umrla je 11. listopada 1965., u 70-oj godini života.

## Djela
God. 1960., Dorothea Lange je opisala rad na svojoj vjerojatno naslavnijoj fotografiji, jednoj od najčešće reproduciranih u cijeloj povijesti fotografije – Majci migratici (Migrant Mother) – snimljenoj 1935. godine, u Nipomu, u Kaliforniji, blizu Santa Barbare:
“Ugledala sam je i prišla, toj gladnoj i očajnoj majci, kao magnet me je privukla.  Ne sjećam se kako sam joj objasnila što tu radim i zašto fotoaparat imam, ali dobro se sjećam da mi ona nikakva pitanja nije postavljala.  Napravila sam pet snimaka, približavajući joj se, stalno iz istog smjera.  Nisam je pitala ni odakle je ni kako se zove.  Rekla mi je da je stara 32 godine.  I rekla da žive od onoga što nađu smrznuto na okolnim poljima i od ptica koje ubiju djeca.  Upravo je bila prodala gume s automobila, kako bi imala čime kupiti hranu.  Sjedila je, tako, u svom improviziranom šatoru, zaklonu čiju je jednu stranu činio automobil, dok su se djeca muvala oko nje, i činilo se kao da je svijesna da bi joj moje fotografije mogle pomoći, i tako je ona pomogla meni.  Bilo je u tome neke ravnopravnosti.”
Na fotografiji se dakle nalazi mlada majka (Florence Owens Thompson) koja izgleda dva puta starije, udovica iz Oklahome, otvrdla lica i pogleda zbog teškoga zivota, ali koja uspijeva zadržati svoje dostojanstvo i svoju prisebnost usred neopisive bijede i siromaštva. Ona je sa sedmero musave djece radila na poljima graška, a na fotografiji neka njena djeca skrivaju lice od fotoaparata i guraju ga u njene skute. Ta će fotografija postati simbol patnji koje je dvadesetih i tridesetih godina prošlog stoljeća Amerikancima donijela velika gospodarska kriza, i klasični prizor iz onog vremena zvanog “Dust Bowl era”, kad je za petama krizi slijedila i velika suša.
Lange je fotografiju koristila kao način dokumentiranja tog teškog razdoblja i zabilježila je na njima i emocionalni i fizički danak teške situacije u zemlji. Svojim je fotografijama željela privući, i privukla je, pozornost nacije, a pridobila je njima i pomoć za one kojima je pomoć trebala. Motivirala je na taj način i agencije i pojedince da stupe u akciju i poboljšaju situaciju. Zahvaljujući fotografiji Majka migrantica, pomoć je i stigla u logor radnika u kojemu je ta majka živjela.
Lange nikada nije sebe smatrala umjetnikom, već dokumentarnim fotografom, nikad nije mogla vidjeti “umjetnost” u svojoj fotografiji, ali te njene fotografije, crno-bijele, one imaju iste odlike jedne umjetničke slike – prenijela je, na film, ne samo lica ljudi, već i njihove životne uvjete. 
Kritičke fotografije preseljenja američkih Japanaca, Dorothea Lange je načinila u nadi da će, ako zemlji otkrije situaciju u logorima i ono što se u njima zbiva, internacija američkih državljana japanskog porijekla, biti prekinuta. No one se nisu sviđale vladi i ona ih je cenzurirala. Kao fotografiju japansko-američkih djevojčica koje prisežu odanost američkoj zastavi i Republici, pred sam odlazak u internacijske logore.